# チューリップチェア

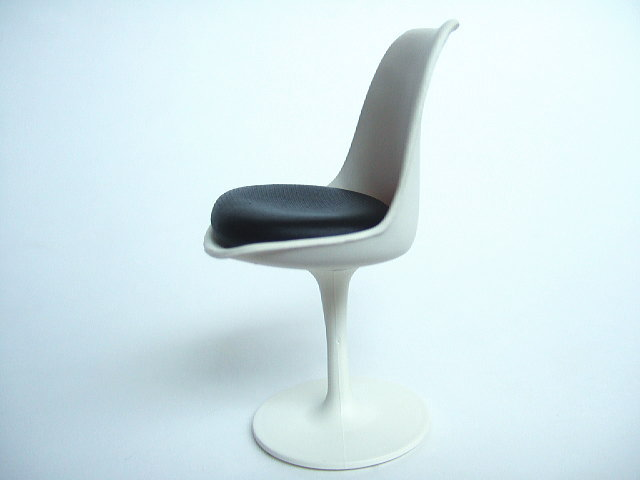
チューリップチェア

チューリップチェア（英語:Tulip chair）は、フィンランドの建築家、エーロ・サーリネンによりデザインされた椅子の名称。椅子の形状がチューリップの花に似ていることからこの名称がつけられた。
椅子は1956年にアメリカ合衆国ニューヨーク市のオフィス家具を扱う企業、ノール社（英語版参照）へ向けてデザインされたものである。当初椅子はダイニングテーブルに合うような椅子としてデザインされた。その後椅子はモダニズムの道をたどり、さまざまな素材の実験的な品目となっていった。
材質には基調となるアルミのほか、ガラス繊維強化プラスチック (GFRP) もフレームに使用されている。また、クッションには革および布地が使われている。チューリップチェアは今日において、産業的デザインの典型と考えられている。また、椅子はその曲線や素材の使い方が、しばしば先端をいくものであるとも考えられている。